# Leucostoma africanum
Leucostoma africanum är en tvåvingeart som beskrevs av Villeneuve 1920. Leucostoma africanum ingår i släktet Leucostoma och familjen parasitflugor. Inga underarter finns listade i Catalogue of Life.